# Ancienne église Saint-Christophe de Mesnard-la-Barotière
L'église Saint-Christophe est une église catholique située à Mesnard-la-Barotière, en France.

## Localisation
L'église est située dans le département français de la Vendée, sur la commune de Mesnard-la-Barotière.

## Historique
L'édifice est inscrit au titre des monuments historiques en 1951.